# Maria Korabik
Maria Jolanta Korabik – polska chemiczka, dr hab. nauk chemicznych, profesor uczelni Wydziału Chemii Uniwersytetu Wrocławskiego.

## Życiorys
13 maja 1993 obroniła pracę doktorską Struktura i własności fizykochemiczne kompleksów miedzi(II) z ligandami aktywnymi biologicznie, 13 marca 2012 habilitowała się na podstawie pracy zatytułowanej Rola międzycząsteczkowych wiązań wodorowych w magnetycznych oddziaływaniach nadwymiennych wybranych karboksylanów miedzi(II). Wymiarowość magnetyczna a struktura krystaliczna.  Pracowała w Instytucie Chemii na Wydziale Matematyki i Informatyki Uniwersytetu Wrocławskiego.
Piastuje stanowisko profesora uczelni na Wydziale Chemii Uniwersytetu Wrocławskiego.